# SNAP23
SNAP23 (англ. Synaptosome associated protein 23) — білок, який кодується однойменним геном, розташованим у людей на короткому плечі 15-ї хромосоми. Довжина поліпептидного ланцюга білка становить 211 амінокислот, а молекулярна маса — 23 354.
| 10         |  | 20         |  | 30         |  | 40         |  | 50         |
| ---------- |  | ---------- |  | ---------- |  | ---------- |  | ---------- |
| MDNLSSEEIQ |  | QRAHQITDES |  | LESTRRILGL |  | AIESQDAGIK |  | TITMLDEQKE |
| QLNRIEEGLD |  | QINKDMRETE |  | KTLTELNKCC |  | GLCVCPCNRT |  | KNFESGKAYK |
| TTWGDGGENS |  | PCNVVSKQPG |  | PVTNGQLQQP |  | TTGAASGGYI |  | KRITNDARED |
| EMEENLTQVG |  | SILGNLKDMA |  | LNIGNEIDAQ |  | NPQIKRITDK |  | ADTNRDRIDI |
| ANARAKKLID |  | S          |  |            |  |            |  |            |

A: Аланін

C: Цистеїн

D: Аспарагінова кислота

E: Глутамінова кислота

F: Фенілаланін

G: Гліцин

H: Гістидин

I: Ізолейцин

K: Лізин

L: Лейцин

M: Метіонін

N: Аспарагін

P: Пролін

Q: Глутамін

R: Аргінін

S: Серин

T: Треонін

V: Валін

W: Триптофан

Кодований геном білок за функцією належить до фосфопротеїнів. 
Задіяний у таких біологічних процесах, як транспорт, транспорт білків, ацетилювання, альтернативний сплайсинг. 
Локалізований у клітинній мембрані, мембрані, клітинних контактах, синапсах, синаптосомах.